# Madre Ucraina

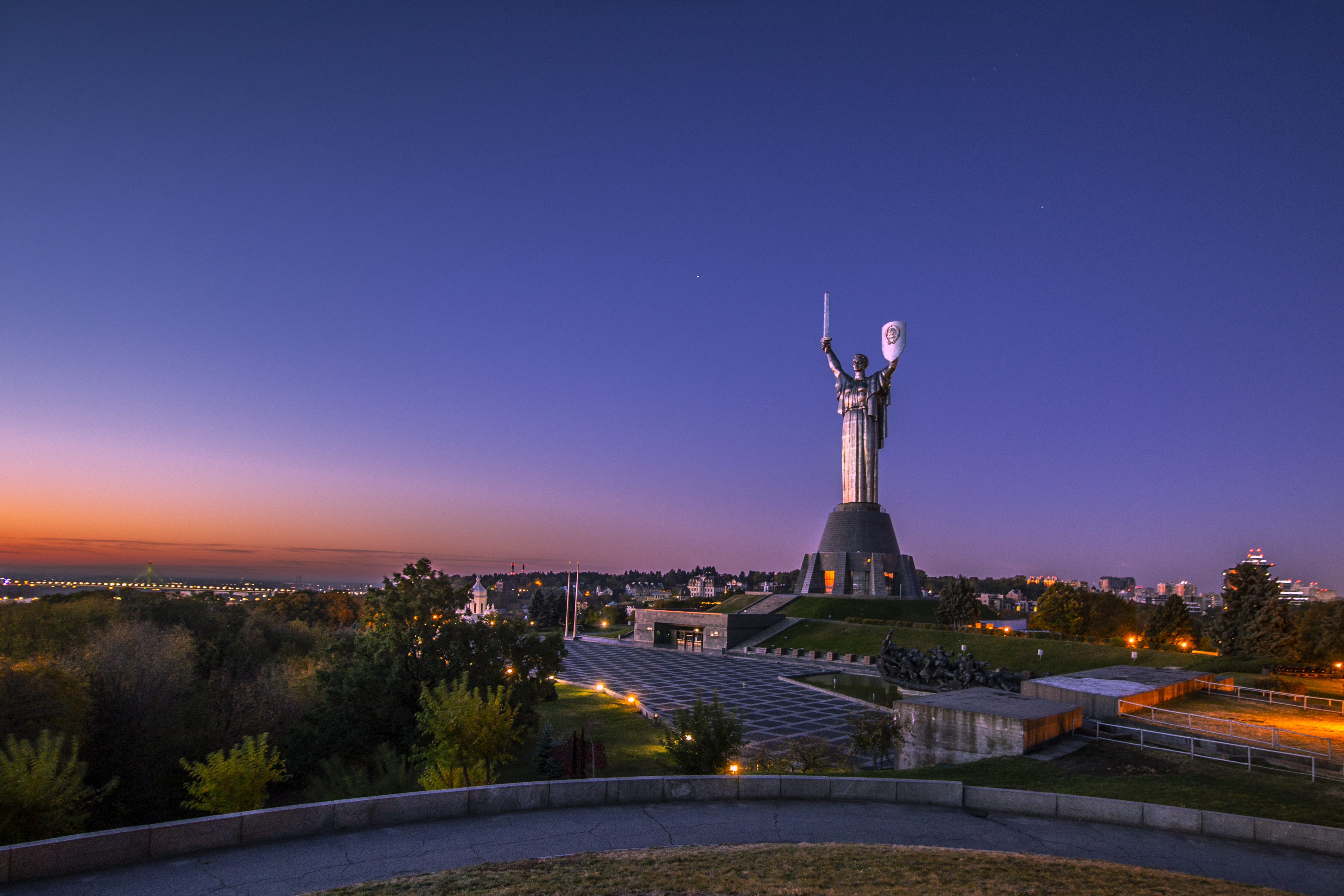
Veduta della statua e del complesso museale

La Madre Ucraina o la Statua della Libertà (in ucraino Батьківщина-Мати?, Bat'kivščyna-Maty) è un monumento di Kiev che raffigura la personificazione della vittoria nazionale nella Seconda guerra mondiale. Costruita in epoca sovietica, la statua fu inaugurata il 9 maggio 1981 da Leonid Il'ič Brežnev. Portò il nome di statua della Madre Patria (in ucraino Батьківщина-Мати?, Bat'kivščyna-Maty) fino all'estate 2023, quando nell'ambito dell'invasione russa dell'Ucraina è stata "desovietizzata", attraverso la sostituzione dello stemma sovietico –raffigurato sullo scudo– con il tridente, simbolo nazionale ucraino.

## Descrizione e storia
Il monumento, progettato dallo scultore Evgenij Vučetič, è alto 102 metri, e la sola statua della Madre Patria 62 metri. La statua fu costruita come parte del Museo della Grande Guerra patriottica, dedicato alla guerra dell'Unione Sovietica contro la Germania nazista durante il secondo conflitto mondiale. Il monumento è posto su una collina artificiale a gradoni di forma circolare, sulla quale vengono spesso organizzate esposizioni floreali.
La statua è costruita in titanio. L'intero monumento, compreso il basamento in calcestruzzo armato, pesa 560 tonnellate. La "Madre Patria" tiene al braccio destro una spada lunga 16 metri e pesante 9 tonnellate, e al braccio sinistro uno scudo che misura 13 per 8 metri. La punta della spada fu in seguito tagliata per evitare che il monumento superasse in altezza il monastero ortodosso di Pečerska Lavra.
In una grande sala del Memoriale vi sono delle placche marmoree con incisi i nomi di oltre 11 600 soldati e oltre 200 operai del fronte sovietico, onorati col titolo di eroe dell'Unione Sovietica.
Un'altra statua colossale rappresentante la patria sovietica è la statua La Madre Patria chiama!, a Volgograd.

### Decomunistizzazione
Nell'aprile 2015, il parlamento ucraino ha messo al bando i simboli sovietici e comunisti, i nomi delle strade e i monumenti come parte della decomunistizzazione dell'Ucraina. Nel 2018 il direttore dell'Istituto ucraino della memoria nazionale Volodymyr V"jatrovyč ha dichiarato che la falce e martello, l'emblema di Stato dell'Unione Sovietica presente sullo scudo del monumentom, sarebbe stato rimosso e sostituito con lo stemma del tridente ucraino.
Il 6 agosto 2023, durante il conflitto russo-ucraino, è stato sostituito lo stemma sovietico con il tridente ucraino. La sostituzione dell'emblema ha sollevato polemiche sulle spese del bilancio statale durante il periodo della guerra. Prima che i lavori fossero terminati, il Parlamento ucraino ha votato per il licenziamento del Ministro della Cultura Oleksandr Tkachenko.
Il 1º agosto 2024, Krivtsun, direttore dell'Istituto di saldatura elettrica Yevhen Paton dell'Accademia Nazionale delle Scienze dell'Ucraina, ha dichiarato che le saldature del tridente sono state effettuate male e che a distanza di un anno erano già presenti segni di corrosione.